# Волферт, Айра
Айра Уолферт (англ. Ira Wolfert; 1 ноября 1908 года — 24 ноября 1997 года) — американский журналист, работавший военным корреспондентом North American Newspaper Alliance в тихоокеанском регионе во время Второй мировой войны. За свои репортажи о битве у Соломоновых островов получил в 1943 году Пулитцеровскую премию за телеграфный репортаж (международная).

## Биография
Айра Уолферт родился 1 ноября 1908 года в Нью-Йорке, где в 1930 году окончил бакалавриат Высшей школы журналистики Колумбийского университета. До начала Второй мировой войны поступил на службу журналистом в North American Newspaper Alliance, хотя его репортажи выходили и в других изданиях по всей стране, в частности, в газетах Syracuse Post-Standard, Atlanta Constitution и Boston Evening Globe. 
С 1941 года Уолферт работал военным корреспондентом на кораблях Тихоокеанского театра военных действий. Например, он находился на борту подводной лодки Сюркуф, когда та участвовала в освобождении Сен-Пьера и Микелона. За освещение битвы на Соломоновых островах Уолферт получил Пулитцеровскую премию в 1943 году. Денежное вознаграждение составило меньше положенной тысячи долларов, так как, предположительно, декан факультета журналистики Колумбийского университета Карл Акерман обнаружил у Уолферта задолженность за обучение.
В послевоенные годы Уолферт писал для журнала Reader’s Digest и продолжал карьеру литератора. В 1951 году Комиссия по расследованию антиамериканской деятельности объявила Уолферта коммунистом, отнеся его к спонсорам Научно-культурной конференции за мир во всём мире, на которой выступали против антикоммунистического движения в Америке. 
Айра Волферт скончался в 1997 году в Маргаретвилле, штат Нью-Йорк.

## Личная жизнь
Айра Уолферт женился в 1928 году на поэтессе Хелен Хершдорфер, от брака с которой у него родились дочь Рут (1933—2001) и сын Майкл (1936—2001).

## Основные работы и награды
Книги и статьи
Помимо военных репортажей и статей для новостных газет, Айра Уолферт опубликовал ряд книг, пьес и художественных рукописей. Самым известным его произведением являлся роман «Люди Таккера» (англ. Tucker’s people; (1943 год), на русском опубликован под названием «Банда Тэккера», Гослитиздат, 1948), который позднее лёг в основу фильма «Сила зла». Кроме того, в 1944 году он издал биографический роман «One Man Air Force», основанный на жизни и службе военного лётчика Доминика Джентиле. Кроме того, Уолферт написал ряд рассказов и научно-популярных произведений:
- «Новая работа» (англ. «New Work»), 1939 год;
- «Немного мужественный» (англ. «A Little Masculine»), 1942 год;
- «Акт любви» (англ. «An Act of Love») 1943 год;
- «Пещера» (англ. «The Cave») 1943 год;
- «Битва за Соломоновы острова» (англ. «Battle for Solomon’s»), 1943 год;
- «Пилот, управляй своим самолётом» (англ. «Pilot, Man Your Plane»), 1947 год;
- «Женатый мужчина» (англ. «Married Me»), 1953 год.

Награды
- Пулитцеровская премия за телеграфный репортаж (международная) (1943)[5].